# Карасёв, Иван Романович
Иван Романович Карасёв (1922—1955) — лейтенант Советской Армии, участник Великой Отечественной войны, Герой Советского Союза (1943).

## Биография
Иван Карасёв родился 2 мая 1922 года в деревне Вилейка (ныне — Чаусский район Могилёвской области Белоруссии). Окончил пять классов школы, после чего работал в колхозе, затем на стройке. В июле 1941 года Карасёв был призван на службу в Рабоче-крестьянскую Красную Армию. С марта 1942 года — на фронтах Великой Отечественной войны. К октябрю 1943 года младший сержант Иван Карасёв командовал отделением связи 1318-го стрелкового полка 163-й стрелковой дивизии 38-й армии Воронежского фронта. Отличился во время битвы за Днепр.
2 октября 1943 года под вражеским огнём Карасёв в составе десантной группы переправился через Днепр и наладил бесперебойную связь группы с командованием полка. Только за последующую ночь он устранил более 20 повреждений кабеля.
Указом Президиума Верховного Совета СССР от 29 октября 1943 года за «образцовое выполнение боевых заданий командования на фронте борьбы с немецкими захватчиками и проявленные при этом мужество и героизм» младший сержант Иван Карасёв был удостоен высокого звания Героя Советского Союза с вручением ордена Ленина и медали «Золотая Звезда» за номером 1835.
После окончания войны Карасёв продолжил службу в Советской Армии. В 1946 году он окончил Мурманское военное училище связи. В марте 1953 года в звании лейтенанта Карасёв был уволен в запас. Вернулся в родную деревню. Скоропостижно скончался 7 ноября 1955 года.
Был также награждён орденом Красной Звезды и рядом медалей.
В честь Карасёва названа улица в Чаусах.